# Terry Griffiths
Terence Martin Griffiths OBE (Llanelli, 16 de outubro de 1947 – 1 de dezembro de 2024) foi um jogador profissional de snooker galês e técnico e comentarista de snooker. Em seu segundo torneio profissional, ele sagrou-se campeão mundial após vencer o norte-irlandês Dennis Taylor por 24 frames a 16 na final do Campeonato Mundial de Snooker de 1979 (do original: 1979 World Snooker Championship). Nove anos depois, em 1988, Griffiths chegou novamente à final da competição, mas perdeu a partida por 11–18 para o inglês Steve Davis.
Ele também venceu o Masters em 1980 e o Campeonato do Reino Unido (do original: UK Championship) em 1982, tornando-o um dos jogadores que completaram a Tríplice Coroa (do original: Triple Crown) do snooker.
Griffiths morreu no dia 1 de dezembro de 2024, aos 77 anos.

## Finais na carreira

### Finais em provas doranking: 3 (1 título)
| Legenda                                       |
| Campeonato Mundial (World Championship) (1–1) |
| Outros (0–1)                                  |

| Resultado    | Ano  | Torneio            | Oponente na final | Placar | Ref. |
| Campeão      | 1979 | Campeonato Mundial | Dennis Taylor     | 24–16  |      |
| Vice-campeão | 1988 | Campeonato Mundial | Steve Davis       | 11–18  |      |
| Vice-campeão | 1989 | European Open      | John Parrott      | 8–9    |      |

### Finais em provas fora doranking: 40 (17 títulos)
| Legend                                            |
| Campeonato do Reino UNido (UK Championship) (1–2) |
| The Masters (1–3)                                 |
| Outros (15–19)                                    |

| Resultado    | Ano  | Torneio                             | Oponente na final | Placar | Ref. |
| Vice-campeão | 1979 | Canadian Open                       | Cliff Thorburn    | 16–17  |      |
| Vice-campeão | 1979 | Campeonato do Reino Unido           | John Virgo        | 13–14  |      |
| Campeão      | 1980 | The Masters                         | Alex Higgins      | 9–5    |      |
| Campeão      | 1980 | Irish Masters                       | Doug Mountjoy     | 10–9   |      |
| Vice-campeão | 1980 | Canadian Open (2)                   | Cliff Thorburn    | 10–17  |      |
| Vice-campeão | 1981 | The Masters                         | Alex Higgins      | 6–9    |      |
| Campeão      | 1981 | Irish Masters (2)                   | Ray Reardon       | 9–7    |      |
| Campeão      | 1981 | Pontins Professional                | Willie Thorne     | 9–8    |      |
| Vice-campeão | 1981 | Campeonato do Reino Unido (2)       | Steve Davis       | 3–16   |      |
| Campeão      | 1982 | The Classic                         | Steve Davis       | 9–8    |      |
| Vice-campeão | 1982 | The Masters (2)                     | Steve Davis       | 5–9    |      |
| Vice-campeão | 1982 | Welsh Professional Championship     | Doug Mountjoy     | 8–9    |      |
| Vice-campeão | 1982 | International Masters               | Steve Davis       | 7–9    |      |
| Campeão      | 1982 | Irish Masters (3)                   | Steve Davis       | 9–5    |      |
| Campeão      | 1982 | Campeonato do Reino Unido           | Alex Higgins      | 16–15  |      |
| Vice-campeão | 1983 | Tolly Cobbold Classic               | Steve Davis       | 5–7    |      |
| Vice-campeão | 1983 | Hong Kong Masters                   | Doug Mountjoy     | 3–4    |      |
| Campeão      | 1984 | Pot Black                           | John Spencer      | 2–1    |      |
| Vice-campeão | 1984 | The Masters (3)                     | Jimmy White       | 5–9    |      |
| Vice-campeão | 1984 | Irish Masters                       | Steve Davis       | 1–9    |      |
| Vice-campeão | 1984 | Thailand Masters                    | Jimmy White       | 3–4    |      |
| Campeão      | 1984 | Malaysian Masters                   | Tony Meo          | —      |      |
| Campeão      | 1984 | Singapore Masters                   | Steve Davis       | —      |      |
| Campeão      | 1985 | Welsh Professional Championship     | Doug Mountjoy     | 9–4    |      |
| Campeão      | 1985 | Pontins Professional (2)            | John Spencer      | 9–7    |      |
| Campeão      | 1985 | Hong Kong Masters                   | Steve Davis       | 4–2    |      |
| Vice-campeão | 1985 | Thailand Masters (2)                | Dennis Taylor     | 0–4    |      |
| Vice-campeão | 1985 | Singapore Masters                   | Steve Davis       | 2–4    |      |
| Campeão      | 1986 | Belgian Classic                     | Kirk Stevens      | 9–7    |      |
| Campeão      | 1986 | Welsh Professional Championship (2) | Doug Mountjoy     | 9–3    |      |
| Campeão      | 1986 | Pontins Professional (3)            | Willie Thorne     | 9–6    |      |
| Vice-campeão | 1986 | Thailand Masters (3)                | James Wattana     | 1–2    |      |
| Vice-campeão | 1986 | China Masters                       | Steve Davis       | 0–3    |      |
| Vice-campeão | 1987 | Tokyo Masters                       | Dennis Taylor     | 3–6    |      |
| Vice-campeão | 1987 | Scottish Masters                    | Joe Johnson       | 7–9    |      |
| Campeão      | 1988 | Welsh Professional Championship (3) | Wayne Jones       | 9–3    |      |
| Vice-campeão | 1989 | Welsh Professional Championship (2) | Doug Mountjoy     | 6–9    |      |
| Vice-campeão | 1989 | Scottish Masters (2)                | Stephen Hendry    | 1–10   |      |
| Vice-campeão | 1990 | Scottish Masters (3)                | Stephen Hendry    | 6–10   |      |
| Vice-campeão | 1997 | Seniors Pot Black                   | Joe Johnson       | 0–2    |      |

### Finais em provas por equipe: 5 (2 títulos)
| Resultado    | Ano  | Torneio                    | Equipe/parceiro | Oponente(s) na final | Placar | Ref.  |
| Campeão      | 1979 | World Challenge Cup        | País de Gales   | Inglaterra           | 14–3   | [ 7 ] |
| Campeão      | 1980 | World Challenge Cup (2)    | País de Gales   | Canadá               | 8–5    | [ 7 ] |
| Vice-campeão | 1981 | World Team Classic         | País de Gales   | Inglaterra           | 3–4    | [ 7 ] |
| Vice-campeão | 1982 | World Doubles Championship | Doug Mountjoy   | Steve Davis Tony Meo | 2–13   | [ 8 ] |
| Vice-campeão | 1983 | World Team Classic (2)     | País de Gales   | Inglaterra           | 2–4    | [ 7 ] |

### Finais em provas Pro–am: 2 (1 título)
| Resultado    | Ano  | Torneio             | Oponente na final | Placar | Ref. |
| Vice-campeão | 1977 | Pontins Spring Open | Alex Higgins      | 4–7    | :100 |
| Campeão      | 1983 | Pontins Spring Open | Ray Reardon       | 7–3    | :100 |

### Finais em provas amadoras: 4 (3 títulos)
| Resultado    | Ano  | Torneio                      | Oponente na final | Placar | Ref.   |
| Vice-campeão | 1972 | Campeonato Galês Amador      | Geoff Thomas      | 2–6    | [ 10 ] |
| Campeão      | 1975 | Campeonato Galês Amador      | Geoff Thomas      | 8–7    | [ 11 ] |
| Campeão      | 1977 | Campeonato Inglês Amador     | Sid Hood          | 13–3   | :37    |
| Campeão      | 1978 | Campeonato Inglês Amador (2) | Joe Johnson       | 13–6   | :37    |